# 路晨 (主持人)
路晨（1982年—），吉林长春人，中国共產黨員，是中國中央電視台主持人。吉林艺术学院播音与主持艺术系畢業，在央視主持《大家看法》、《一线》等節目並擔任编导。
央视官网的路晨介绍：https://tv.cctv.com/2019/08/23/TACTciB6zg8y39d4UWsK4pcZ190823.shtml （页面存档备份，存于）